# (1313) Берна
(1313) Берна — астероид из главного пояса, принадлежащий к семейству Эвномии. Астероид был открыт 24 августа 1933 года бельгийским астрономом Сильвеном Жюльеном Виктором Ареном в Королевской обсерватории Бельгии и назван в честь столицы Швейцарии города Берн.
В 2004 году по анализу кривых блеска группа астрономов, включающая Рауля Беренда из Женевской обсерватории, Стефано Спозетти, René Roy, Donald Pray, Christophe Demeautis, Daniel Matter, Alain Klotz и других, сделала вывод о наличии у этого астероида спутника 8-11 км в диаметре, с радиусом орбиты 25-35 км. Вращение обоих тел полностью синхронно, они постоянно повёрнуты друг к другу одними и теми же своими сторонами.

## Сближения
| дата             | а. е.    | расстояний до Луны | небесное тело |
| ---------------- | -------- | ------------------ | ------------- |
| 11.05.1955 6:00  | 0,030941 | 12,1               | Эвномия       |
| 17.10.1965 11:41 | 0,049949 | 19,5               | Эвномия       |